# Gustave Genevet
Pas d'image ? Cliquez ici

a Compétitions nationales et continentales officielles uniquement.

Gustave Genevet, né le 8 août 1912 à Vienne (Isère) et le 11 mars 1989 dans la même ville, est un joueur français de rugby à XV et de rugby à XIII dans les années 1920 à 1950.
Enfant de Vienne, c'est naturellement qu'il découvre le rugby à XV et se forme au sein du C.S. Vienne. Il y brille au début des années 1930 aux postes de demi de mêlée ou de talonneur. En 1934, il décide de changer de code de rugby et part au rugby à XIII. Il s'engage alors à l'US Lyon-Villeurbanne avec lequel il remporte la Coupe de France en 1935 aux côtés de Charles Mathon, Robert Samatan et Antonin Barbazanges. Souvent cité dans les présélections, il ne connaît jamais de cape internationale en équipe de France.
Après la Seconde Guerre mondiale, il joue au rugby à XV au sein de l'équipe de l'A.S. Mâcon puis de l'A.S.C. Vienne.

## Biographie

### Jeunesse
Gustave Eugène Genevet naît le 8 août 1912 à Vienne dans le département français de l'Isère.

#### Gustave Genevet prend part à la création de l'US Lyon-Villeurbanne qui remporte la Coupe de France lors de sa saison inaugurale
Composition de l'US Lyon-Villeurbanne  :
Durant l'été 1934, le club de l'US Lyon-Villeurbanne, dont le président d'honneur est le maire de Villeurbanne, est créé et reçoit son affiliation officielle de la Ligue française de rugby à XIII nouvellement créée. Plusieurs noms de joueurs sont cités, dans un premier temps de Charles Mathon, aux côtés d'Henri Marty et Paul Piany, suivis plus tard de Robert Samatan, René Barnoud et G. Genevet. Par la qualité de leur groupe, l'US Lyon-Villeurbanne, surnommé « les hommes de Mathon », devient rapidement une des meilleures équipes du Championnat de France de rugby à XIII créé cette année-là. L'US Lyon-Villeurbanne termine à une encourageante troisième place pour sa première saison d'existence et effectue un parcours sans faute en Coupe de France. Il bat le RC Roanne 13-0 en quart-de-finale puis s'impose face au leader du Championnat, le S.A. Villeneuve de Max Rousié 13-12, en demi-finale à Bordeaux. G. Genevet prend part à de nombreuses rencontres au cours de la saison. L'US Lyon-Villeurbanne se qualifie ainsi pour la première finale de Coupe de France et est opposé au redoutable XIII Catalan. La finale est disputée dans des conditions météorologiques déplorables, avec un déluge de pluie. Le XIII Catalan mène 7-0 avant que C. Mathon marque un essai pour les siens. Puis l'US Lyon-Villeurbanne donne du relief au score pour remporter le premier trophée de son histoire, s'adjugeant la Coupe de France 22-7,.

### Fin de vie
Il meurt le 11 mars 1989 dans sa ville de naissance.

## Palmarès

### Rugby à XIII
- Collectif :
  - Vainqueur de la Coupe de France : 1935 (Lyon-Villeurbanne).

#### Détails en club
| Saison    | Saison               | Championnat           | Championnat | Coupe           | Coupe      |
| Saison    | Saison               | Comp.                 | Class.      | Comp.           | Class.     |
| --------- | -------------------- | --------------------- | ----------- | --------------- | ---------- |
| 1934-1935 | US Lyon-Villeurbanne | Championnat de France | 3e          | Coupe de France | Vainqueur  |
| 1935-1936 | US Lyon-Villeurbanne | Championnat de France | 1/2 finale  | Coupe de France | 1/4 finale |
| 1936-1937 | US Lyon-Villeurbanne | Championnat de France | 5e          | Coupe de France | 1/4 finale |
| 1937-1938 | US Lyon-Villeurbanne | Championnat de France | 1/4 finale  | Coupe de France | 1/4 finale |
| 1938-1939 | US Lyon-Villeurbanne | Championnat de France | 8e          | Coupe de France | 1/8 finale |

### L'Encyclopédie de Treize Magazine
1. 1 2 3  Passamar 1984, p. 37.